# きかんしゃトーマス・汽車のえほんの登場キャラクター
- 汽車のえほん > きかんしゃトーマス・汽車のえほんの登場キャラクター
- きかんしゃトーマス > きかんしゃトーマス・汽車のえほんの登場キャラクター

きかんしゃトーマス・汽車のえほんの登場キャラクター（きかんしゃトーマス・きしゃのえほんのとうじょうキャラクター）ではレヴランド・ウィルバート・オードリーと息子のリチャード・クリストファー・オードリー（原作27巻から）が作り上げた、イギリスの架空の島ソドー島を舞台に、そこの鉄道網で活躍する機関車や自動車などとそれに関わる人々を描いた絵本『汽車のえほん』（きしゃのえほん、原題・The railway series）と、その映像化作品『きかんしゃトーマス』（きかんしゃトーマス、原題・Thomas the Tank Engine & Friends）に登場するキャラクターについて記述する。ただし、1号機の主人公トーマス～8号機のダックは個別記事が存在するため本項では紹介しない。

## 概要
原作絵本とテレビシリーズ双方に登場するキャラクターと、原作絵本のみ登場のキャラクター、テレビシリーズ独自のキャラクター、の三形態がある。

## 個別記事のある項目
蒸気機関車
- レギュラー機関車（第1シリーズ～第21シリーズ）
  - トーマス
  - エドワード
  - ヘンリー
  - ゴードン
  - ジェームス
  - パーシー
  - トビー
  - ダック
- きかんしゃトーマスの人形劇オリジナル蒸気機関車

ディーゼル機関車
- きかんしゃトーマス・汽車のえほんのディーゼル機関車

高山鉄道の機関車
- こうざんてつどう・スカーローイ鉄道

自動車
- きかんしゃトーマス・汽車のえほんの自動車キャラクター

人間
- トップハム・ハット卿
- きかんしゃトーマス・汽車のえほんの登場人物

カルディー登山鉄道
- 山にのぼる機関車

ちんまり鉄道
- 小さな機関車たち

## 蒸気機関車

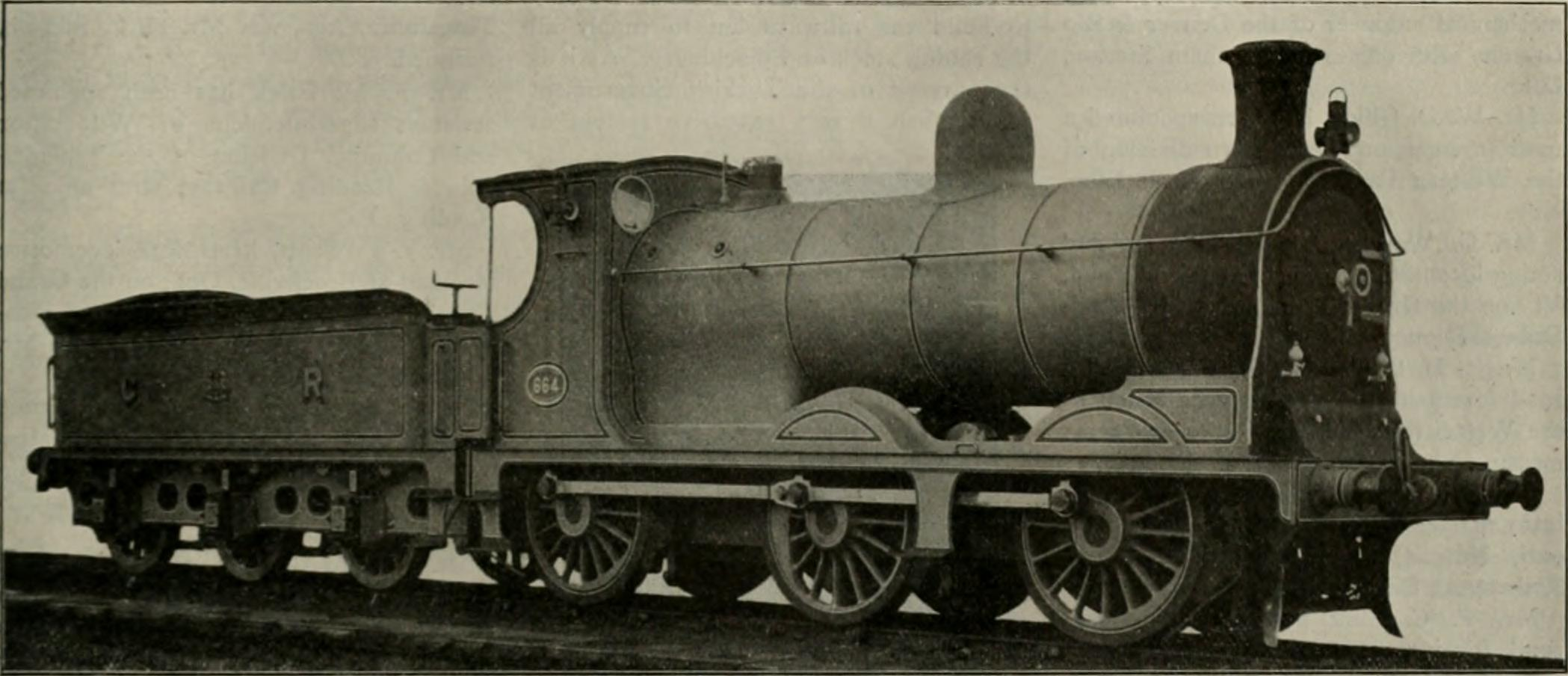
ドナルドとダグラスのモデルとなったカレドニアン鉄道 812形

ドナルド (Donald)
英国・米国吹き替え - ジョー・ミルズ（長編第11作、長編第12作）→ロブ・ラックストロー（第20シーズン-）
日本吹き替え - 佐藤佑暉（第2-7シーズン）→津久井教生（第11シーズン-）
ダグラス (Douglas)
英国・米国吹き替え - ジョー・ミルズ（長編第11作-）
日本吹き替え - 遠藤武（第2-7シーズン）→津久井教生（第11シーズン-）
双子のテンダー機関車。姿形は全く同じで、側面のロゴや車体番号を見なければ見分けがつかない。車体色は黒（原作では18巻以降は青）。車体番号はドナルドが9番、ダグラスが10番。
2両は一心同体であり、いつも一緒に働いている。北国スコットランド出身。
日本語版では、原作ではスコットランド訛りを表現した間延びした口調、人形劇では独特の敬語を話していたが、CG版(長編第11作以降)では普通の敬語を話す。一人称は「わたし」（絵本などでは「ぼく」ということも）。
ティドマス駅の客・貨車の構内入換えをダックから引き継いだほか、冬季の除雪作業を主な仕事とする。ちんまり鉄道が開業した当初はアールズバーグ・ウェストまでの支線で砂利の運搬を担当し、初めてティドマス駅から北のほうに行った機関車となった。その後は支線での貨物列車のほか、多客時の支援として旅客列車を牽くこともある。第2シーズン「トーマスあさごはんにおじゃま」では不注意で駅長の家に突っ込んだトーマスをあざ笑いながら助けた。
時々故郷が恋しくなることがあるが、同じくスコットランド出身のカレン卿の城へ行くことによって里帰りをした気分になる。
第3-4シーズンの間はどちらかが単独で登場することも多かった。第8シーズンから第10シーズンの間はダック、オリバーとともに1度も登場しなかった。その後第11シーズンで再登場した。
フルCG化してからは長編第11作で再々登場し、顔の周りにリベットが追加され、汽笛の音が実機に近い音になった。
オリバー (Oliver)
英国・米国吹き替え - ジョー・ミルズ
日本吹き替え - 緑川光（第3-7シーズン）→小田柿悠太（第18シーズン-）
大西部鉄道出身のタンク機関車。車体色は黄緑（TV版初登場時では赤茶色）。車体番号は11番。側面にはダック同様「G・W・R」のエンブレムが貼られているが、ダックよりはるかに小型。一人称は「僕」。
イギリス国鉄にスクラップにされそうになったため、客車のイザベルやブレーキ車のトードと共にソドー島に逃げ出し、ダグラスに救出された。
登場当初はややナルシスト気味だったが、次第にクールで大人っぽく、仕事熱心なキャラクターにシフトしていった。
登場間もない頃、貨車のボスであるスクラフィーに騙され事故に遭い修理工場行きを余儀なくされる。しかしトードの提案を受け復讐を行い、スクラフィーを粉々に粉砕した。
入線当初は貨車の構内入れ替えを行っていたが、ティドマスからアールズバーグ・ウェストまでの海辺の支線再開後はダックと共にそこを運行。そのため海辺の支線は別名「小さな大西部鉄道」と呼ばれる。原作ではイザベル達オートコーチと組んでの旅客運用が主だが、TVシリーズではイザベルが未登場のため、ブレーキ車のトードと共に貨物列車を担当することが多い。
第8シーズンから第11シーズンの間は登場していなかったが、第12シーズンで復活した。フルCG化してからは第18シーズンで復活し、車体が実機の形に近くなり、サイズが小さくなった。
原作から存在するキャラだが、後にTVオリジナルキャラで同名のパワーショベルが登場している。
ビル (Bill)
英国・米国吹き替え - ジョナサン・ブロードベント（第17-19シーズン）→ティム・ウィットノール（長編第14作）→ラスムス・ハーディカー（第22シーズン-）
日本吹き替え - 中友子（第2-7シーズン）→下屋則子（第9シーズン-）
ベン (Ben)
英国・米国吹き替え - ジョナサン・ブロードベント（第17-19シーズン）→マット・ウィルキンソン（長編第14作-）
日本吹き替え - 原ミユキ（第2-3シーズン）→西田裕美（第5-7シーズン）→下屋則子（第9シーズン-）
ブレンダム港や採石場で働いている、ソドー陶土社（SCC）所有のずんぐりした小型のタンク機関車。車体色は黄色。動輪は2軸。正面には「BRENDAM BAY」、側面には「S・C・C」と書かれてある。車体番号はビルが1番、ベンが2番。
元気で明るく悪戯好き。ドナルドとダグラス同様、姿も車体色も主な仕事も性格も同じで、側面のロゴを見なければ見分けがつかない。そのことを利用してボコやコナーに悪戯を仕掛けたことがある。一方でエドワードの言うことは素直に聞いている。ダックからは「ミツバチ」と呼ばれている。一人称は2両共「ボク」。
写真好きで、行楽客が観光に訪れることを楽しみにしている。ベンは第6シーズンで緩衝器を傷めたため、新しい緩衝器（銀色）に交換された。
第17シーズンでは悪戯が過ぎてコナーとヘンリーが衝突事故を起こしそうになり、区別をつけるためにビルが青色に塗り替えられた。しかし翌日、ベンがビクター不在の隙をつき、ケビンを騙して青に塗り替えさせたため再び区別がつかなくなり、第18シーズンでは2台とも元の色に戻った。
ステップニー (Stepney)
日本吹き替え - 島田敏（第4-5シーズン）
ブルーベル鉄道で働いているタンク機関車で、トーマス達より一回り小柄。車体色は黄土色。動輪は3軸で、内側シリンダー式。車体番号は「55」。一人称は「僕」。
原作とTVシリーズで大きく設定が異なるキャラクター。
原作では第18巻の、「イングランドに実在するブルーベル鉄道」とのコラボエピソードに登場し、ソドー島に招かれたゲストとして登場。
一方TV版では「ソドー島内にあるブルーベル（花名）の咲く路線」で使用するためラスティーが本土から連れてきた機関車となっており、オリバーよりも後で登場。こちらは劇中の描写から見ると逃亡者扱いであるらしい。石切り場の手伝いに行った帰りにスクラップ工場に迷い込んでしまい、ハリーとバートにスクラップにされそうになりハット卿に助けてもらった事がある。
ただしどちらも貨車が大好き（原作では「ブルーベル鉄道で貨車を引けない」という理由があった）で、貨車を悩みの種にしているトーマス達を呆れさせるほど。
モデル機関車は現実のブルーベル鉄道に存在する（動態保存されている）同名の機関車。車種はロンドン・ブライトン・アンド・サウスコースト鉄道のA1X形（クラスA1X）。
トーマスのモデルのE2形（クラスE2）に似ているが、モデル機関車の所属鉄道がともに同一のロンドン・ブライトン・アンド・サウスコースト鉄道であるため。
第8シーズン以降全く登場していなかったが、第12シーズンで再登場した。
フライング・スコッツマン (Flying Scotsman)
英国・米国吹き替え - ルーファス・ジョーンズ
日本吹き替え - 三宅健太
イギリスに実在する緑の大型テンダー機関車。モデル機はLNER A3形で、ゴードンの兄弟機にあたる。2台の炭水車を連結していることが特徴。一人称は原作では「僕」、TV版では「俺」。
原作23巻では、兄弟達がスクラップになって落ち込んでいるゴードンを励ますため、ハット卿が本土から呼び寄せた。ゴードンに本土の鉄道の現況を伝える。
長編第12作でTVシリーズに登場。炭水車2両の他、除煙板が追加されている。実機では炭水車の車輪数は8個だが、今作では6個となっている。ボディの色が原作と人形劇より若干濃くなり、原作ではゴードンと瓜二つだった顔が、CG版ではゴードンの顔をベースに個々のパーツの細部を変えて差別化されている。また汽笛の音がネビルの汽笛と同様のものになっている。

シティ・オブ・トルーロー (City of Truro)
イギリス国立鉄道博物館に実在するグレート・ウェスタン鉄道の3440号機関車。動輪は2軸の（車軸配置4-4-0）内側シリンダー式。1904年にイギリスの機関車で初めて時速100マイル(160.9キロ)を記録した事で特別な機関車として人気がある。人形劇ではセレブリティー (Celebrity)と呼ばれているが本名は原作同様（動輪カバー上部に書かれている）で、フィルム絵本版では「セレブレティー」を名前扱いせずに「あの機関車は名士なんだ」と訳されていた。
一度ソドー島へやってきてゴードン以外の機関車達とおしゃべりを楽しんだ。原作では顔は描かれていないが、台詞はある。TV版では顔や台詞はないものの、一応話せる模様。第8シーズン「いだいなエドワード」でスペンサーの客車内に写真が飾ってあったり、第16シーズン「トーマスとしゃしん」でトップハム・ハット卿が見せた本にも写真が載っていた。
パーシーの幽霊機関車 (Percy's Ghost Engine)
パーシーと同型のタンク機関車で、車体色は銀色。事故のあった日になると汽笛を鳴らして警告する。
原作では唯一、テレビシリーズでは史上初「死んだ」機関車となるが、パーシーの機関士曰くテレビに出てきた作り話である。
コーヒーポット (Coffee Pots)
トップハム・ハット卿が技師だった頃に設計し、1905年から1908年の間に4台製造された、垂直ボイラーの蒸気機関車。そのボイラーから「コーヒーポット」というあだ名がついた。設定のみで原作と人形劇には登場しないが、CGアニメで唯一残された1号機・グリンが登場する。

### 原作のみに登場する機関車

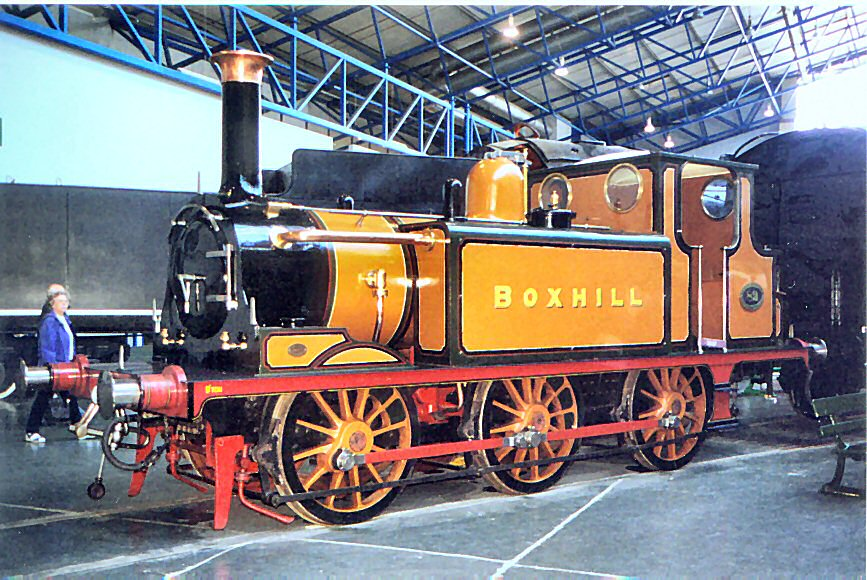
ボックスヒルの実機、ステップニーはこれと同型の別車。

赤い機関車A (The First Red Engine)
「三だいの機関車」に登場。最初の挿絵では車庫に6台の機関車がおり、奥から3番目の赤いテンダー機関車。モデル機はLNER A1形。
赤い機関車B (The Second Red Engine)
「三だいの機関車」に登場。トンネルに引き籠ったヘンリーを押し出そうとした赤いテンダー機関車。モデルはランカシャー・アンド・ヨークシャー鉄道の28形。
青い機関車A (The Blue Tender Engine A)
「機関車トーマス」に登場。ゴードンと同型の青いテンダー機関車。モデル機はLNER A1形。
小さな青いタンク機関車 (The Little Blue Tank Engine)
原作第3巻「赤い機関車ジェームス」に登場。入れ替え機不足になった為に借りて来たトーマスと同型の青いタンク機関車。
ビッグ・シティの機関車 (Big City Engine)
「八だいの機関車」に登場。イギリス国鉄のテンダー機関車。マードックのような形で車体の色は緑。ゴードンとダックとロンドンの駅について口論する。その後事故を起こして脱線してしまう。モデルはロンドン・ミッドランド・アンド・スコティッシュ鉄道の「パトリオット級」。
ジンティーとパグ (Jinty and Pug)
原作第12巻「八だいの機関車」に登場。イギリス国鉄のタンク機関車。ジンティーはトーマス、パグはパーシーによく似た外見だが、色は黒。またパグという名は入れ替え用小型タンク機関車の通称である。トーマス達の代わりに仕事をしに来た7台の内の2台で、パーシーとは顔馴染み。
ブルーベルとプリムローズ (Bluebell and Primrose)
原作第18巻「がんばりやの機関車」に登場。ステップニーと同じ鉄道出身の双子のタンク機関車。いずれも顔は付いていない。
ゴードンの兄弟 (Gordon's Brothers)
原作第23巻「機関車のぼうけん」に登場。フライング・スコッツマンを残してすべてスクラップにされた。レンバーク (Lemberg)や、プリティー・ポリー (Pretty Polly)を含め79台いた。
トビーの兄弟 (Toby's Brothers)
原作第32巻「Toby, Trucks and Trouble」に登場。トビーがイギリス本土の路面鉄道にいた時、一緒に働いていた兄弟。
ウィルバート (Wilbert)
原作第38巻「Wilbert the Forest Engine」に登場。車体色は青。名前はウィルバート・オードリー牧師から。温厚な性格で機転が利き、皆から親しまれている。
元々ダックの支線でダックとオリバーを手伝うはずだったが、パーシーの事故をきっかけにトーマスの支線に回された。
シックスティーン (Sixteen)
ウィルバートの昔話に出てきた彼と同型のタンク機関車。車体色は茶色。製鉄所で働いていた。土手から転がり落ちて修理されずに放置されていたが、保存クラブによって救われ、現在はイギリスのどこかで働いている。
アルバート (Albert)
ファーネス鉄道で働いていたタンク機関車。紳士的で礼儀正しいがトーマスのように生意気な傾向があり、それが災いして雪崩に飲み込まれたことがある。現在の消息は不明。原作第41巻「Thomas and Victoria」でビクトリアの回想にのみ登場。
1020号
元ロンドン&ノース・イースタン鉄道のテンダー機関車。老朽化がひどく、蒸気漏れに悩まされていた。原作第32巻「Toby, Trucks and Trouble」に登場。
アルフレッドとジュディ(Alfred and Judy)
原作第33巻「Thomas and the Twins」の著者メッセージに登場する実在の機関車。同型機のビルとベンとは双子で、彼らのモデルになった機関車である。

イギリス国立鉄道博物館の機関車達
イギリス国立鉄道博物館に収蔵されている実在の蒸気機関車たち。ロケット (Rocket)、アイアンデューク (Iron Duke)、ボックスヒル (Boxhill)、グリーンアロー (Green Arrow)、ダッチェス・オブ・ハミルトン (Duchess of Hamilton)が登場している。原作35巻「Thomas and the Great Railway Show」に登場。
マラード (Mallard)
日本吹き替え - 川島得愛
原作第35巻「Thomas and the Great Railway Show」に登場。イギリス国立鉄道博物館に収蔵されている実在する青いテンダー機関車。ナイジェル・グレスリー氏が威信をかけ、設計に改良を加えたクラスA4の1台。空気ブレーキのテストの走行時、最高速度126マイル（約203km）を記録し、ギネス記録を持っている。ボディの横にはそれを祝したプレートが取り付けられている。TV版では登場しないが、彼と同型のスペンサーが登場している。
ブルーベル鉄道の機関車達
ブルーベル鉄道で動態保存されている実在の蒸気機関車たち。アダムズ (Adams)、クロムフォード (Cromford)、キャプテン・バックスター (Captain Baxter)が登場している。いずれも顔は付いていない。
87546号と98462号
原作第1巻「三だいの機関車」の最初の挿絵にのみ登場する。挿絵では車庫に6台の機関車がおり、奥から2番目と4番目の青いテンダー機関車。
あくまでモブの機関車で、本文中にも形式を特定する記述は無い。それ以降全く登場しないためどうなったのか読者に尋ねられた筆者が、生意気で行儀が悪いため他の鉄道に売却されてしまったと返答している。

## 電気機関車

### ノース・ウェスタン鉄道

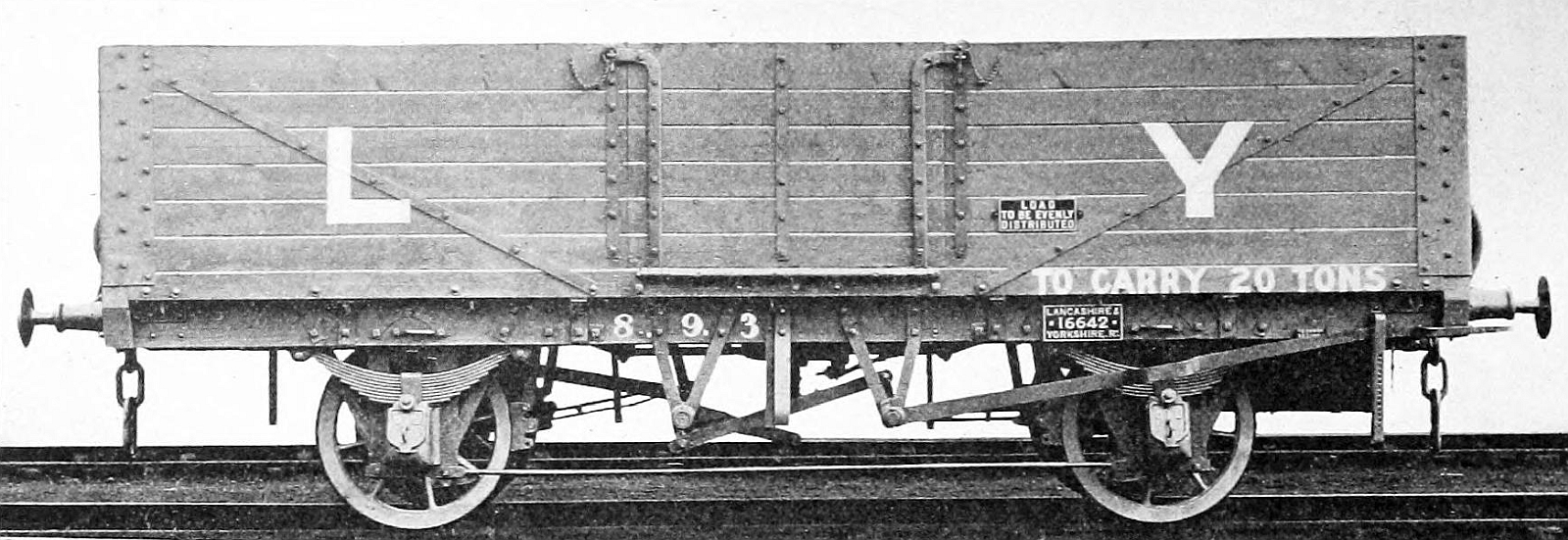
20世紀初期の典型的な英国の無蓋車

ピール･ゴッドレッド線の電気機関車 (Peel Godred Engines)
原作42巻「Thomas and his Friends」の言及のみ登場する、ピール・ゴッドレッド線を走行する電気機関車。貨物輸送はイギリス国鉄クラス86とクラス87に似た機関車が行い、旅客列車には複数の電車が使用されている。
2001年に発行された絵本「More Bad Days for Thomas and his Friends」でもカメオ出演した。こちらのモデルになった機関車はイギリス国鉄クラス90電気機関車である。
スタフォード (Stafford)
英国・米国吹き替え - キース・ウィッカム
日本吹き替え - 川島得愛
第16シーズンより登場した蓄電池式電気機関車 。車体色は茶色。1回の充電で走行できる距離が短く、長距離を走ることはできない。他の機関車と比べ静かに走行するのが特徴で、農夫のマッコールからは気に入られている 。
モデル機関車はノース・スタッフォードシャー鉄道のバッテリー機関車の一号機で、型・ボディの色が全く同じである。
カナ (Kana)
英国吹き替え - クロエ・ラファエル
米国吹き替え - エイヴァ・ロ
日本吹き替え - 大久保瑠美
第25シーズンから登場した日本から来た高速列車。車体色は紫色。流線型のボディを持ち、ソドー島の機関車の中で最も速く走ることができる。また、そのことに強い自信を抱いており、考えるより先にスピードで解決しようとすることが多いが、ヒロの特訓によりだいぶ注意深くなった。専用の客車を持っている。
当初は後述のケンジの妹のような存在として考案されていたため、同じ"K（カ行）"で始まるものとして名前が決められた。

### メインランド
リフ (Riff)
英国吹き替え - アディソン・ホーリー・ジェシカ・キャロル（長編第18作）→ジェシカ・キャロル（第26シーズン-）
米国吹き替え - アディソン・ホーリー
日本吹き替え - 望田ひまり
ジフ (Jiff)
英国吹き替え - エヴァニー・ローゼン・ジェシカ・キャロル（長編第18作）→ジェシカ・キャロル（第26シーズン-）
米国吹き替え - エヴァニー・ローゼン
日本吹き替え - 遠藤さやか
長編第18作「めざせ!夢のチャンピオンカップ」から登場する陽気な性格のメインランド出身の大型高速電気機関車のペア。車体色はリフが赤と黄色、ジフが赤と水色。世界大会で優勝したことがある。

### 他国
エティエンヌ (Etienne)
英国・米国吹き替え - ロブ・ラックストロー
日本吹き替え - 坂口候一
長編第12作「走れ!世界のなかまたち」のみに登場する礼儀正しい性格の電気機関車。車体色は白。モデル機関車はフランス国鉄BB 9004電気機関車 。
TVシリーズでは史上初となる、パンタグラフを持つ架線集電式の電気機関車。
グレート・レイルウェイ・ショーではフランス代表で機関車スピードレースに出場し、その場で最高速度の記録を叩きだして優勝した。
グスタボ (Gustavo)
英国・米国吹き替え - フランシスコ・ラベー
日本吹き替え - 祐仙勇
第23シーズンから登場。ブラジルで働く急行旅客用電気機関車。車体色は青。車体番号は「4」。
エティエンヌと同じ架線集電式でパンタグラフを持つ電気機関車。風貌と口癖はゴードンとの共通点が多いが、偉そうな態度は見せず人懐っこく仲間思いの優しい性格。地元のブラジルをこよなく愛している。
モデル機関車は「リトル・ジョー 」。
ケンジ (Kenji)
英国吹き替え - マット・マクーイ（第24シーズン）→キンタロー・アキヤマ（第25シーズン第11話）→田淵大（長編第18作-）
米国吹き替え - マット・マクーイ（第24シーズン）→キンタロー・アキヤマ（第25シーズン-）
日本吹き替え - 賀来賢人（長編第16作）→長谷徳人（長編第16-17作）→西山宏太朗（第25シーズン-）
長編第16作「おいでよ!未来の発明ショー!」から登場する、日本出身の新幹線電車 。車体色は銀色と青。TVシリーズ史上初となる電車・高速鉄道車両のキャラクター。
「世界最速の超特急」の触れ込みで、ウルフステッド城で開催された未来の発明ショーの特別ゲストとしてソドー島にやってくる。最新式の車両ではあるが、それを誇示しない謙虚な性格。ソドー島に来るまで日本から出たことがなく、世界を旅したトーマスに憧れている。
バズとバーニーの逃走手段に利用され、架線がない本線を暴走させられてしまった。その後、ルースの手によってスタフォードのような蓄電池を搭載し、架線の無い線路も自由に行き来ができるようになった。
モデルは世界初の高速鉄道車両である新幹線0系電車。
ファローナ (Ferona)
英国吹き替え - ハンバリー・ゴンザレス・ジェシカ・キャロル（長編第18作）
米国吹き替え - ハンバリー・ゴンザレス
日本吹き替え - YOU（長編第18作）→原島梢（長編第18作-）
フレデリコ (Frederico)
英国吹き替え - トーマス・サントロ・マット・コールズ（長編第18作）
米国吹き替え - トーマス・サントロ
日本吹き替え - 藤井隆（長編第18作）→野沢聡（長編第18作-）
長編第18作「めざせ!夢のチャンピオンカップ」からに登場した2台のスペイン出身の大型高速電気機関車。車体色はファローナが黄色、フレデリコが黒。バルストロードに乗って訪れた。傲慢で嫌味な性格をしており、勝つための手段は選ばない。そのため、レース開始当初までは彼らの大ファンだったディーゼルを敵に回してしまった。
サトシとタケシ (Satoshi and Takeshi)
YouTube公式動画「ワールドツアー【日本】」のみに登場。日本の鉄道を走る双子の特急電車。
モデルは国鉄481系電車 。
トレーシー (Tracy)
YouTube公式動画「Thomas' Aussie Football Adventure」シリーズに登場。オーストラリアのメルボルン市を走る路面電車。架線が断線して動けなくなり、トーマスに乗客のフットボール選手達を代わりに送り届けてもらった。
モデルはメルボルン・アンド・メトロポリタン・トラムウェイズ・ボードのW-クラストラム。
ユーロスター (Eurostar)
絵本「A Visit to London for Thomas the Tank Engine」のみに登場。イギリスのロンドン、フランスのリールとパリ、ベルギーのブリュッセルを結ぶ国際列車。挿絵でトーマスとすれ違う。
モデルはイギリス国鉄373形電車 。
シティ・サークル・トラム (City Circle Tram)
絵本「Thomas Comes to Australia」のみに登場。トーマスがオーストラリアを観光している最中に出逢った女性路面電車。人形劇時代のデイジーに比べ若干控えめだが化粧をしている。
モデルはW-クラスメルボルントラム。
ズーム (Zoom)
絵本「トーマス、にっぽんへやってくる」のみに登場。丸みを帯びた車体が特徴の電車。
モデルは大井川鉄道21000系電車 。
E10
絵本「トーマス、にっぽんへやってくる」のみに登場。蒸気機関車が牽引する客車を後部から押す補助機関車。
モデルは大井川鉄道E10形電気機関車 。
ケンヤ (Kenya)

ハヤト (Hayato)

リュウセイ (Ryusei)

## ガソリン機関車
フリン (Flynn)
英国・米国吹き替え - ルパート・ディガス（第15-16シーズン）→ベン・スモール（第17シーズン）→ケリー・シェイル（第19シーズン『トードとクジラ』）→ロブ・ラックストロー（第19シーズン『ロッキーきゅうしゅつさくせん』-）
日本吹き替え - 坪井智浩
第15シーズンから登場した、赤い大型特殊消防車。軌陸車で、タイヤと車輪を切り替えて道路・線路双方を走行することができる。線路上を走る際は専用の水タンク貨車を牽引していることが多い。
火災が頻発することを重く見たハット卿によってソドー島に呼ばれ、ソドー・レスキューセンターに配備される。彼より前にソドー島に来ていたベルとは知り合いだったらしい。作中では道路より線路の上を走っていることの方が多く、パンクなどで道路を上手く走れなくなってしまうこともあった。
勇敢だが、やや思考が幼く未熟で抜けている面があり、火災に遭った青い機関車が誰かを聞かずに仕事に出てしまい、各所に迷惑をかけてしまったことがある。
また、精神的に脆い一面があるようで、道路を上手く走れなくなってしまったときは、それだけで自信を喪失してしまい、頼りない姿を見られたくないと考えて、必要があるにもかかわらず道路走行を拒否してしまうことがあった。
更に、一度ソドー鉄道を訪問した鉄道検査官に「ソドー島に消防車は2台も必要か」ということを指摘された時はプレッシャーに駆られ、更にベルに手柄を取られっぱなしになって自己嫌悪に陥ってしまったことがある。
登場した当初は無人の状態で自動で放水していたが、第17シーズン以降は消防士が放水銃を操作するようになっている。
ウィンストン (Winston)
英国吹き替え - マット・ウィルキンソン（第16-23シーズン）→ガイ・ハリス（第27シーズン-）
米国吹き替え - マット・ウィルキンソン（第16-23シーズン）→イヴァン・シェリー（第27シーズン-）
日本吹き替え - 羽多野渉（第16-19シーズン）
第16シーズンより登場した軌道検測車。車体色は赤。主にハット卿が線路上を移動するために運転するが、あまりに下手なためコントロールが効かない。そんなハット卿の運転にうんざりしつつも彼に気を使っている。ハット卿の付き人が運転することもある。また、ミスター・パーシバルが運転するエピソードも存在する。よく機関車に体当たりされる等、不運に見舞われやすい。冬のフェスティバルの時は無理にソリに改造された。「タイプ4B・2シートウィッカムトローリー」がモデル。
ヒューゴ（Hugo）
英国・米国吹き替え- ロブ・ラックストロー
日本吹き替え- 小田柿悠太
第20シーズンのみ登場。プロペラ推進式のユニークなツェッペリン型機関車。モデル機はシーネンツェッペリン。車体色は銀色。日本語版での一人称は「僕」。
ノランビー伯爵の友人フランツが所有する車両で、旧来の機関車たちを大きく上回る速度で走行可能。
スティーブンからは「彼はまさしく未来の機関車」と言われる。その未来的なフォルムとスピード性能故に、蒸気機関車達からはいずれ自分たちの仕事が奪われるのではないかと警戒された。後にパーシーの計らいで和解し、島に迎え入れられる。飛行船に憧れている。流線型のボディをステータスに感じているスペンサーとは正反対で、流線型のボディに負い目を感じている。
モデル機のシーネンツェッペリンは、ガソリン推進車両の最高速度記録230km/hを持つ。その一方、構造上他車両の連結が難しい・ホーム入線時のプロペラの安全性などの問題があり、試作機1台だけで量産はされなかった。
サンディー（Sandy）
英国吹き替え- ホリー・ディクソン
米国吹き替え- グリー・ダンゴ
日本吹き替え- 山下七海
第25シーズンから登場。小型保線作業用モーターカー。車体色はピンク＆黒の警戒色。その名の通り砂遊びや汚れ仕事が大好き。フロントバンパーの奥に様々な道具が用意されており、車両の修理や保線を手際よく行う。体は小さいが、冒険心が強く、怖がる素振りも滅多に見せない。

## 客車
アニー (Annie)
英国吹き替え - シェリー・エリザベス・スキナー（長編第1作）→テレサ・ギャラガー（長編第7作-第24シーズン）→キャサリン・ディッシャー・ウェンディ・パターソン（第25シーズン）→ウェンディ・パターソン（第26シーズン-）
米国吹き替え - シェリー・エリザベス・スキナー（長編第1作）→テレサ・ギャラガー（長編第7作-第24シーズン）→キャサリン・ディッシャー（第25シーズン-）
日本吹き替え - 中友子（第1-8シーズン）→後藤沙緒里（第9-13シーズン）→吉岡さくら（長編第7作-第24シーズン）→神本綾華（第25シーズン-）
クララベル (Clarabel)
英国吹き替え - シェリー・エリザベス・スキナー（長編第1作）→テレサ・ギャラガー（長編第7作-第24シーズン）→リンダ・カッシュ・ウェンディ・パターソン（第25シーズン）→ウェンディ・パターソン（第26シーズン-）
米国吹き替え - シェリー・エリザベス・スキナー（長編第1作）→テレサ・ギャラガー（長編第7作-第24シーズン）→リンダ・カッシュ（第25シーズン-）
日本吹き替え - 中島千里（第1-8シーズン）→後藤沙緒里（第9-11シーズン）→吉岡さくら（長編第7作-第24シーズン）→神本綾華（第25シーズン-）
第1シーズン第7話から登場。トーマスの専用客車である。車体色はニス塗り木目。原作・TV版共にノン・コリダー・コンパートメントと呼ばれる、側面にいくつも扉が付いていて内部に1つ1つ乗合馬車のような数人乗りの部屋に分かれた構造をしている車両だが、原作挿絵ではトーマスの二倍以上長いボギー車（コンパートメントは絵によって一定してないが最低でも8つ）なのに対し、TV版ではトーマスと同じぐらいの長さの2軸車になっている（コンパートメントも4つ）という点が最大の違い。
あまり意識されることはないが二台とも高齢の車両で、第4巻第1話では「とても古かったのでペンキを塗り替えた」という説明がある。
なお、彼女たちのようなノン・コリダー式（内部通路がない）客車は内部移動に不便だが、イギリスでは近郊の通勤客車としてならばドア数が多くて素早く乗降しやすいので20世紀中盤期まで都市部でも残存しており、原作初期の頃はまだまだ見られる客車だった。
トーマス以外に、ジェームス・パーシー・トビー・ダック・エミリー・ネビル・スタンリー・ケイトリン・ヒロ・ゴードン・ライアン・デイジー・ディーゼル・アシマに牽引されたことがある。
クララベルのみ車掌が乗る小荷物室・手ブレーキ室を備えている（このため一つだけ窓配置が違うコンパートメントがある）が、第3シーズン「パーシーとこうずい」においてパーシーが牽引する時には最後尾にブレーキ車が連結されていた。第18シーズンではゴードンの急行の客車として牽引されたり、チャーリーの不注意でケイトリンの急行列車の最後尾に連結されてしまい、普段よりも速いスピードで走らされてしまった。また、この時から緊急停止装置が備えられたが、ある乗客によってアニーだけが災難に見舞われてしまう。
長編第10作にてソドー島に来たばかりのトーマスとの出会いが明かされた。ゴードンの急行の客車として連結されそうになったのがきっかけで、トーマスの第一印象は「小さくて可愛らしい機関車」。元々はジェームスが牽引していた客車だったが、トーマスがジェームスを助けて支線を貰った後にトーマス用の客車になる。
TV版はロンドン・ブライトン&サウスコースト鉄道で使用された2軸客車がモデル。なお、TV版初期に登場した狐色の支線客車（後述）とは別人である。
ヘンリエッタ (Henrietta)
英国・米国吹き替え - マギー・オルレンショー
日本吹き替え - 中谷ゆみ（第1シーズン）→根本圭子（第18シーズン-）
トビーの客車。オープンデッキのあるロングシート木造2軸客車。ソドー島の標準軌の客車では珍しい非コンパートメント客車。車体色は濃いオレンジ。第17シーズンまでは顔がなかったが、第18シーズンからは顔が付いている。
グレート・イースタン鉄道の路面区間で使用された2軸客車がモデル。第21シリーズでは妹がいたことが判明する。
急行客車  （Express Coaches）
日本吹き替え - 里内信夫、塩屋浩三、増谷康紀、小林俊夫、高戸靖広
ゴードンやヘンリー、ジェームス、エドワード、コナー、ケイトリンなど、テンダー機関車が主に牽引する大型の鋼製ボギー客車の列車。第1.2シリーズにのみ人格があった。模型時代はサイド・コリダー・コンパートメント客車（小さい窓と開き戸が並ぶほうがコンパートメント側、大きい窓と開き戸が並ぶほうがコリダー側）だったが、ＣＧ版以降はノン・コリダー・コンパートメント客車（左右とも大きい窓）になり、車体の幅が狭くなった。コンパートメントのみの客車とコンパートメントの他に荷物室と車掌室を持つ合造車の車体バリエーションがある。車体色は上半クリーム色で下半は緑・赤・青・橙の4種類で、第4シーズンから間に黄色のラインが入った。緑が急行用のように見受けられる。第12シーズン以降、赤の急行客車は一時的に姿を消していたが、長編第12作・第20シーズンから復活している。ハット卿の鉄道では、客車2両・緩急車での3両編成の運用が多いが、時々2両から4両、5両編成の運用がある。第18シリーズより6両編成の運用が多くなった。主に、緑がゴードン、赤がケイトリン（ただしケイトリン専用の客車の屋根は赤でハット卿の鉄道の客車の屋根は黒）、青がコナーが引いている。
初期シリーズでは台詞があった。同系列の食堂車・貴賓車も存在する。食堂車にはレストランタイプとオープンカウンタータイプの2種類がある。
長編第11作では、トーマスの悪戯が原因で初めて脱線した。

### 原作のみに登場する客車
イザベル（Isabel）
原作第23巻 「機関車のぼうけん 」及び24巻「機関車オリバー」に登場。ダグラスによってイギリス本土からオリバーとトードと一緒に助けられた客車で後部に鈴が付いている。モデルはグレート・ウェスタン鉄道オートコーチ。
ダルシー（Dulcie）
原作第23巻「機関車のぼうけん」及び24巻「機関車オリバー」に登場。トップハム・ハット卿によってイギリス本土からアリスとミラベルと一緒に助けられた客車。モデルはグレート・ウェスタン鉄道オートコーチ。
アリス（Alice）
原作第23巻「機関車のぼうけん」及び24巻「機関車オリバー」に登場。ダック専用の急行客車。モデルはグレート・ウェスタン鉄道オートコーチ。
ミラベル（Mirabel）
原作第23巻「機関車のぼうけん」及び24巻「機関車オリバー」に登場。ダック専用の急行客車。モデルはグレート・ウェスタン鉄道オートコーチ。
ビクトリア/ヴィクトリア (Victoria)
原作第41巻「Thomas and Victoria」に登場。アルバートやヘレナと共にファーネス鉄道で働いていたが、時代遅れとなってからはビクトリアのみソドー島に移った。エルスブリッジ駅付近でサマーハウスになっていたところをトーマスが発見し、以降は復元され、トビーの客車として路面区間で働いている。また、忙しい日にはトーマスの列車としてアニーとクララベルに連結されることもある。
ヘレナ（Helena）
原作第41巻「Thomas and Victoria」に登場。ビクトリアと同型の旧友。現在の消息は不明。

### TVシリーズのみに登場する客車

#### ノース・ウェスタン鉄道
オレンジの支線客車（Orange Branch Line Coaches）
日本吹き替え - 里内信夫、塩屋浩三、小林俊夫
第1シーズン、第2シーズンにのみ登場。アニー・クララベルと同型の、ノンコリダー・コンパートメントの2軸客車。
モデルはLBSCR Stroudley 2軸客車。
オールド・スローコーチ (Old Slow Coach)
日本吹き替え - 鈴木渢
年代物豪華客車のお婆さん。第5シーズンから登場。スクラップ置き場でトーマスとパーシーと出会い、スクラップにされそうになった所をトーマスとパーシーに助けだされた。トーマスとパーシーは命の恩人である。名前の由来は「古くもなければ、のろまでもない」ことから名付けられた。車体色は白字に茶色。老朽化の為スクラップになりかけた事があるが、海辺の作業小屋の火事の後パーシーの案で彼女を作業小屋代わりにすることになり、彼女は無事に救われた。
その後パーシーがキンドリー夫人の娘さんの結婚式に贈る「幸運の古い物」として彼女を結婚式に出したことがある 。
スリップコーチ (Slip Coaches)
英国・米国吹き替え - ジョナサン・ブロードベント（1号車）、レベッカ・オマラ（2号車）、スティーブ・キンマン（3号車）
日本吹き替え - 小田柿悠太（1号車）、山崎依里奈（2号車）、河本邦弘（3号車）
かつてグレート・ウェスタン鉄道でダックが使用されていた実在する客車で、走行中、停止せずに連結車両との切り離しができる。この操作は車掌がレバーを引いて行うが、駅でスピードを落としすぎると客車同士がぶつかってしまうことがあり、特別な技術と、完璧なタイミングで切り離すことが必要らしい。 3台のうち1号車と3号車が男性、2号車が女性。原語版では旧友であるダックからは3台合わせてスリッピーズと呼ばれている。車体色はクリーム色と小豆色。クリスマスイヴに予備の客車を探していたコナーに連結されて本土に残っている乗客を運んだこともある。
ハンナ (Hannah)
英国・米国吹き替え - ルーシー・モンゴメリー
日本吹き替え - 根本圭子
第21シーズンより登場。ヘンリエッタの妹。姉と同じ形をしているが車体の色が違い、性格も速く走ることや競争を好んでおり、自身を引いている機関車には速く走るよう促す。1度それに耐えかねたトビーに側線に置かれたところをジェームスに拾われるが、彼のスピードに耐えきれずバラバラになりかけた。その性急な性格から「スピード・ハンナ」と呼ばれている。車体色は狐色。
デクスター (Dexter)
英国・米国吹き替え - マーク・モラガン
日本吹き替え - 酒巻光宏
第22シーズン「ダックのがっこう」のみに登場。操車場の隅でスクラップの側線に放置されていた所をダックに発見されて車輪が使えないほど壊れている状態でダックのアイデアで車輪を取り外した状態を改造され、学校の教室に生まれ変わった。ロンドン・ブライトン&サウスコースト鉄道で使用された2軸客車がモデル。車体色は赤茶色をベースに、青と黄色に塗り替えられた。

#### 他国
アンアン (An-An/安安)
英国・米国吹き替え - シウ・シー・ハン
日本吹き替え - 山崎依里奈
インロン (Yin-Long/伊龍)
英国・米国吹き替え - ウィンドソン・リオン
日本吹き替え - 河本邦弘
第22シーズンから登場。中国の鉄道で働く双子の客車。ホンメイが不在時はトーマスが牽引する。長く中国で働いているため様々なルートを知っており、トーマスをホンメイとの競争に勝たせるために近道を教えるが、彼女が気づかず線路に落とした石にぶつかって脱線してしまう。アニーと同型であり、ロンドン・ブライトン・アンド・サウス・コースト鉄道で使用された2輪客車がモデル。車体&車輪色は若竹色。
オーブリー (Aubrey)
英国・米国吹き替え - ジェヌヴィエーヴ・マッカーシー
日本吹き替え - 内山茉莉
エイデン (Aiden)
英国・米国吹き替え - ティム・ベイン
日本吹き替え - 秋吉徹
第22シーズンから登場。シェインが牽引する2台の客車。双方とも賢くユーモアのセンスを備えており、初登場時は無知なトーマスをからかっていた。シェインが不在の時はトーマスが牽引することもある。車体色は碧＆唐茶＆羊羹色。
ベッペ (Beppe)
英国・米国吹き替え - ヴィンチェンツォ・ニコリ
日本吹き替え - 田村裕（長編第15作）→陣谷遥（長編第15作-）
長編第15作『チャオ!とんでうたってディスカバリー!!』から登場。イタリアで働くロレンツォの相棒の小型客車。車体色は濃茶色。イギリスのメトロポリタン鉄道車両会社 でオスマン帝国第32皇帝アブデュルアズィズ の為に1866年に製造された王室客車がモデル。物事を大げさに話す事を好む。ロレンツォを心から尊敬し、オペラではデュオの様に歌う。ナポリ出身。

## 貨車

### 貨車

#### ノース・ウェスタン鉄道
いたずら貨車/いじわる貨車 (Troublesome Trucks)
英国吹き替え - マイク・オドネル、ジュニア・キャンベル（第2-7シーズン 笑い声と歌声）→ベン・スモール（第16シーズン）→クリストファー・ラグランド、ロブ・ラックストロー、ウィリアム・ホープ、ルーシー・モントゴメリー、ケリー・シェイル、ガブリエル・ポラス（長編第10作-24シーズン）→緑・赤：ジェイ・アームストロング（第25シーズン-）
米国吹き替え - マイク・オドネル、ジュニア・キャンベル（第2-7シーズン 笑い声と歌声）→ベン・スモール（第16シーズン）→クリストファー・ラグランド、ロブ・ラックストロー、ウィリアム・ホープ、ルーシー・モントゴメリー、ケリー・シェイル、ガブリエル・ポラス（長編第10作-24シーズン）→緑：ジェイミー・ワトソン、赤：コーリー・ドラン（第25シーズン-）
日本吹き替え - 塩屋浩三、里内信夫、宮内幸平、高戸靖広、堀川りょう、川津泰彦、佐藤佑暉、小林俊夫、森功至、増谷康紀、沼田祐介、龍田直樹、江川央生、麻生智久、置鮎龍太郎、石川英郎、沼田祐介、西田裕美、平井啓二等（第1-8シーズン）→下屋則子、酒巻光宏、三宅健太、神代知衣、河本邦弘、金光宣明、小田柿悠太、岩端卓也、田所陽向、中井正則、新田杏樹、西山宏太朗、河杉貴志、細谷カズヨシ、坪井智浩、山崎依里奈、秋吉徹、大井麻利衣、斉藤美菜子、小林大紀、白石兼斗等（第9-24シーズン）→緑：武内駿輔、赤：堂坂晃三（ショートアニメ― きかんしゃトーマスとなかまたち ―）→緑：岡本幸輔、赤：堂坂晃三（第25シーズン-）
わがままで分からず屋な貨車達。自分達のいたずらを第一に考えており、人形劇時代には悪戯で自滅し、木っ端微塵になる事もしばしばあった。
無蓋車の割合が高いが、有蓋車やタンク車やブレーキ車の個体も存在する。原作では「一番態度が悪いのは砂利を運ぶ貨車」という記述がある。
「貨車達が後ろからガチャガチャ押してスピードが出過ぎる」という演出が劇中に頻出するが、これは20世紀中盤当時のイギリスの鉄道で使用されていた多くの貨車に貫通ブレーキが無く（客車にはあった）、下り坂でも機関車とブレーキ車のブレーキの力だけで止めなくてはいけなかった事を擬人化している。
顔は、原作初期では先頭の有蓋車 にあるだけ、人形劇初期は無蓋車 にアニー達と同じ目と口を付けただけだった。原作の画家がケニーになってから、無蓋車だけではなく有蓋車やタンク車にもそれぞれ顔を描くようになり、人形劇ではこの顔を複写 、その後の人形劇ではこれが定番となっている 。
トーマス達と同じでディーゼルは嫌いらしく、彼がやってきたときは得意の悪巧みで追い返す 。またバルストロードに対しても人格を否定する発言を行っており、沈没した際には大喜びしている。
CGアニメ化してからは常に不機嫌な顔をしているが、機関車に悪戯することがなくなった。その後再び喋るようになったものの、優しい機関車には強い悪戯 はしないようになる。また、連結前の機関車をからかうことがよく見られるようになる。しかし、ブラッドフォードには頭が上がらない様子で説教を受けるとおとなしくなる。
N.C.B.
原作第2巻『機関車トーマス』第3話「トーマスと貨車」のみ登場。濃いオレンジの無蓋貨車。N.C.Bとは『National Coal Board（全国石炭庁）』で国営の炭鉱事業であり、その所有貨車と思われる。
スクラフィー (S. C. Ruffey)
日本吹き替え - 江川央生
第4シーズン「トードのめいあん」に登場した、いたずら貨車達のボス。車体色は灰色。他の貨車よりも骨組みの錆が酷く赤茶色になっていて、側面の木も腐っている。
他の貨車同様いたずら好きで、オリバーを罠に嵌める。しかし、オリバーの仕返しでバラバラに粉砕されてしまう。原作ではトップハム・ハット卿 に「使い物にならない」と言われそのまま廃車処分された。人形劇では組み立て直されペンキも焦げ茶色に塗り直されたが、懲りて大人しい性格になった。第5シーズン「ゆうかんなパーシー」では顔だけが無蓋貨車の顔として使われた。
フレッド・ペラム (Fred Pelham)
原作第24巻『機関車オリバー』第3話「トードの手だすけ」のみ登場。オレンジの無蓋貨車。一部玩具ではフレッド・ペレイ (Fred Pelhay)として表記されている。
リキティー (Rickety)
原作第24巻『機関車オリバー』第3話「トードの手だすけ」のみ登場。スカイブルーの無蓋貨車。
U.L.P.
原作第24巻『機関車オリバー』第3話「トードの手だすけ」のみ登場。スクラフィーが先頭に並ぶ貨車の列の隣にいた有蓋貨車。
スクイーク (Squeak)

ジェームスの新しい貨車 (James' New Trucks)
日本吹き替え - 金光宣明、酒巻光宏
第9シーズンから登場するジェームスの、8台の青い貨車。仕事ぶりを評価され、トップハム・ハット卿からプレゼントされた。第12シーズンでは砂糖を積んでおり、ステップニーに衝突してしまった事がある。
トーマスの新しい貨車 (Thomas' New Trucks)
日本吹き替え - 金光宣明、酒巻光宏
第9シーズンから登場するトーマスの、8台の緑の貨車。仕事ぶりを評価され、トップハム・ハット卿からプレゼントされた。
ヘクター (Hector)
日本吹き替え - 金谷ヒデユキ
第11シーズンから登場するホッパー車 。車体色は黒 。他の貨車より大きいのだが、気は小さく臆病な性格 。貨車の中では最も良識人。ビルとベンからは「怒鳴り屋ヘクター」と呼ばれていた。「Hector」は英語で「怒鳴る」という意味である 。当初は自分を動かそうとするビルとベンやロージーを唸り声で驚かしていたが、それを見て我慢できなくなったトーマスに体当たりされその衝撃で脱線。その後石炭を入れることを怖がっていることを告白し、トーマスに石炭の入れ方を教えてもらう。その後は石炭を入れることを怖がらなくなった。
第12シーズン「ジェームスのたいあたり」では、雪道を走る際、ジェームスから指示を嫌がられたが、ジェームスが貨車達に失態をいじられてからは、自分の指示をしっかり聞いてもらえるようになった。
鉱山のトロッコ (Mine Trolleys)

#### 他国
基本的にはソドー島の貨車と違って良識がある。
アフリカの貨車 (African Trucks)
英国・米国吹き替え - チポ・チャン、アキヤ・ヘンリー、リッチー・キャンベル、アブバカール・サリム
日本吹き替え - 河本邦弘、下屋則子、石井未紗、小田柿悠太
長編第14作「Go!Go!地球まるごとアドベンチャー」より登場。タンザニア所属。人格があるのは2種類の有蓋車とタンク車のみで、車体色はそれぞれ緑、紫、茶色。何台かが女性。不機嫌なトーマスを歌で元気付けたり、凶暴なアフリカゾウを子守り歌で眠らせるなど賢い面を持つ。
ブラジルの無蓋貨車達 (Brazilian Plank Trucks)
英国・米国吹き替え - ガブリエル・ポラス
日本吹き替え - 東條達也
長編第14作「Go!Go!地球まるごとアドベンチャー」より登場するブラジルの無蓋車。車体色は臙脂色。ブラジルのリオからアメリカのサンフランシスコまでの道のりをトーマスとニアに牽引された。劇中でイタズラする様子は無く、危険な走行は苦手な様子である。
レイ (Lei)
英国・米国吹き替え - ウィンドソン・リオン
日本吹き替え - 小林大紀
第22シーズンから登場。中国の鉄道に所属する有蓋貨車。車体色は灰桃色。トーマスが貨車を止める練習中にヒマラヤ山脈の頂から暴走するなど事故に巻き込まれやすいが、行儀がよく機関車たちとも仲が良い。
インドの無蓋貨車達 (Indian Plank Trucks)
英国・米国吹き替え - ニキル・パーマー
日本吹き替え - 河本邦弘、河杉貴志（第23シーズン）→織江珠生、内山茉莉（第24シーズン-）
第23シーズン（ラジブの妄想内のみだったので現実では第24シーズン）より登場。車体色はそれぞれ水色、オレンジ、緑。何台かが女性。
ボクシー (Boxy)
第25シーズンから登場する有蓋貨車。車体色はピンク。

### ブレーキ車

#### ノース・ウェスタン鉄道
トード (Toad)
英国・米国吹き替え - ジョー・ミルズ
日本吹き替え - 沼田祐介（第4-7シーズン）→河本邦弘（第18シーズン-）
オリバー専用のブレーキ車。モデルはGWRの16トンブレーキ車。やや呑気でマイペースだが、自分では前向きだと思っている。温厚で紳士的な性格で、機関車達とも仲が良く友好的であり 、スクラフィーの嫌がらせに対してもオリバーに同情していた。スクラフィーへの復讐計画を立て、オリバーに実行を促すなど腹黒い一面もある 。前向きに走るのが夢で、第5シーズン第23話「うしろむきのトード」にてそれが実現している。
原作では助けてくれたお礼にダグラス専用のブレーキ車として働いている。人形劇ではオリバーが修理に出ている間、ダグラスのブレーキ車として使用されていた描写がある 。
第6シーズンと第8シーズンでは同型のブレーキ車が登場した 。また、第8～9シーズンでは顔だけが無蓋貨車の顔として使われた。
第18シーズンで再登場を果たし、第5シーズン「うしろむきのトード」以来の主役回を与えられる 。珍しくジェームスの列車に付いたが、忠告を聞き入れてもらえず連結が外れてしまう。その後ゲイターの列車にも付いたことがあり、彼にランプを点けるように忠告するも無視されてしまうが、いずれも最終的には自分の非を認めてトードに謝ることで仲直りした 。
ブルーノ (Bruno)
英国吹き替え - エリオット・ガルシア
米国吹き替え - チャック・スミス
日本吹き替え - 竹内恵美子
第26シーズンから登場するカブース（米国型ブレーキ車）。車体色は赤。車体番号は「43」。自閉症であり、予定通りの運行や決まりごとに拘っている。パーシーと同じく言葉遊びが好き。
生意気なブレーキ車 (The Silly Brake Vans)
日本吹き替え - 里内信夫
第2シーズン「とこやにいったダック」のみ登場する、名前の通り生意気で悪戯好きなブレーキ車。エドワードの車掌を外へ投げ出した為、貨車達と共に暴走していても、ブレーキを掛けるシーンが無く、顔がはっきりと映る事も無かった。
意地悪なブレーキ車　/ うるさいブレーキ車 (The Spiteful Brakevan)
日本吹き替え - 郷里大輔
第2シーズン「ふたごのきかんしゃ」のみ登場する、意地悪でいつもうるさい音を出すブレーキ車。ダグラスを嫌っており、彼に嫌がらせをしていた。ドナルドに厳しく注意され、だいぶ行いが良くなったが、丘を登るときに貨車を先導してジェームスの足を引っ張った最期、貨車と補機として押し上げているダグラスにつぶされ無残に破壊されてしまった。ジェームスによれば「あの意地悪なブレーキ車が壊れてせいせいした」とのこと 。その後廃車処分されたか組み立て直されたかは不明だが、第46話「かしゃにのりあげたパーシー」で初登場時に使われなかった表情の顔が小型陶土貨車の顔として使われた。

#### メインランド
ブラッドフォード (Bradford)
英国・米国吹き替え - ロブ・ラックストロー
日本吹き替え - 金光宣明
第20シーズンから登場したサムソン専用のブレーキ車。モデル車はLMSの20トンブレーキ車。車体色は薄緑。車体番号は「0919」。
いたずら貨車達を大人しくさせるのが得意。常に安全を第一に考え、いかなる状況でも鉄道規則を厳守する頑固な性格で、どんなに些細なミスも見過ごさない（貨車の積載量の高さが9ミリオーバーしている、線路に落ち葉が落ちているから減速するなど）。ミスを発見すると即座に列車を止めるので、列車の遅れの原因に繋がることからトーマス達に問題視されたことがある。最終的に丸一日島に滞在した後、相棒のサムソンと共にメインランドへ帰って行った。この時トーマス達はブラッドフォードに指図されずに済むようになったので喜んでいた。

#### 架空
コズミック・カブース (Cosmic Caboose)

### クレーン車

#### ノース・ウェスタン鉄道
ロッキー (Rocky)
英国吹き替え - マット・ウィルキンソン
米国吹き替え - ウィリアム・ホープ
日本吹き替え - 河本邦弘
第10シーズンから登場した人形劇オリジナルの事故復旧用大型クレーン車 。車体色は赤。ランサム&ラピア社製45トンスチームクレーンがモデル。
ソドー島に来た頃はエドワードやゴードンから見た目で嫌われていたが、脱線したゴードンを救助したことによって新しい仲間として歓迎された。大型機関車を持ち上げることができ、その強さはゴードンが「俺より強い」と認めている。
第11シーズンからは復旧作業のシーンの際によく出てくるようになった。普段はティドマス車庫で休んでいる。テーマ曲のプロモーション映像が撮り直された際にも、エドワードが彼を引っ張っているシーンが見られた。
第13シーズンからは顔のサイズが少し小さくなった。長編第5作以降はソドー・レスキューセンターに彼専用の車庫が設けられた 。第19シーズン「ロッキーきゅうしゅつさくせん」で初めて脱線した 。
ジュディ (Judy)
英国・米国吹き替え - テレサ・ギャラガー
日本吹き替え - 大井麻利衣
ジェローム (Jerome)
英国・米国吹き替え - ティム・ウィットノール
日本吹き替え - 秋吉徹
長編第10作「トーマスのはじめて物語 」から登場。事故復旧用の2台の大型クレーン車 で、車体色は薄灰緑。初期シリーズに登場した人格のないクレーン車に人格が付いたものになっている。
主に緊急時に使用されるため事故や事件には敏感。普段はナップフォード操車場の隅で鼾をかいて寝ているが、緊急時には飛び起きる。常に真剣なのでからかわれると激怒する。
ロッキーがソドー島で働くようになってからは出番がなく操車場に放置されていたが、第20シーズン「ジュディとジェロームのぼうけん」でライアンと知り合い、アールズバーグなどを冒険した。デイジーが牛を避けようとして脱線した際に久方ぶりに救助活動を行い、以降はアールズバーグ操車場を中心に働くようになった。

#### 他国
中国のクレーン車 (Chinese Crane)
英国・米国吹き替え - ウィンドソン・リオン
日本吹き替え - 森田了介
長編第14作「Go!Go!地球まるごとアドベンチャー 」より登場。ジュディとジェロームと同型の中国で働くクレーン車。車体色は黄緑。
インドのクレーン車 (The Indian Crane)
第22シーズンより登場。ジュディとジェロームと同型のインドで働くクレーン車。車体色は黄色。人格はあるようだが今の所台詞は無い。

## 航空機
ハロルド (Harold)
英国吹き替え - ケヴィン・フランク（長編第1作）→キース・ウィッカム（長編第5作-第24シーズン）→ロブ・ラックストロー（長編第17作）→ジェイ・アームストロング（第25シーズン-）
米国吹き替え - ケヴィン・フランク（長編第1作）→ケリー・シェイル（長編第5作-第24シーズン）→ロブ・ラックストロー（長編第17作）→ブルース・ダウ（第25シーズン-）
日本吹き替え - 佐藤佑暉（第2-8シーズン）→羽多野渉（長編第2-17作）→神尾晋一郎（第25シーズン-）
緊急時の救助活動を主眼にドライオー駅近くの飛行場に配備されているヘリコプター。シコルスキーS-55ヘリコプターをイギリスのウェストランド製造でライセンス生産したWHIRLWIND（ホワールウィンド）がモデルで、日本でもライセンス生産された類似機が多数使用されている。
平常時は定期的にソドー島を巡回して見守っている。初登場時は機関車をバカにしたため、怒ったパーシーと競争することになった。結果、着陸場所が見つからずパーシーが競争に勝った。
その後はパーシーと仲良くなり、機関車達も彼を信頼するようになった。キンドリー夫人が落ち込んでいたときに、ハット卿はハロルドの遊覧飛行を夫人にプレゼントした。
第7シーズンでは仕事があるためカーニバルに参加できず落ち込んでいたが、出し物である荷馬車馬を持ち上げて運んでいきカーニバルに行くことができた。
初登場時から第9シーズンまでは目は動かなかったが、第10シーズンからは動くようになった。
長編第5作からはソドー・レスキューセンターのヘリポートに配備されることになり、レスキューチームの一員として活躍している。

### TVシリーズのみ登場するキャラクター
タイガー・モス (Tiger Moth）
1930年代のデハビラント社のDH82 タイガー・モス・プロペラ複葉機。パイロットは無茶な飛び方が好きで、宙返りに失敗したこともある。あまりに危険な飛び方をしたため、ハット卿に注意され地上勤務にされた。その後ティッドマウス上空を飛び、カーニバルの宣伝をしていた。
その後はエキストラとして登場している。
ジェレミー (Jeremy)
日本吹き替え - 山本泰輔
フランスのジェット旅客機「シュド・カラベル」をモデルに短縮デフォルメしたキャラクター。白い機体に青いワンポイントが機体前部の上部にある。操縦席の前面窓部に目がついている。
ソドー空港の飛行機の中で唯一喋るジェット機で、トーマスは初めて会った時彼に憧れてしまった。トーマスとパーシーに夜空で宇宙船と間違えられたことがある。

#### 他国
エマーソン (Emerson)
英国・米国吹き替え - ガブリエル・ポラス
日本吹き替え - 坪井智浩
長編第14作「Go!Go!地球まるごとアドベンチャー 」から登場。2重反転プロペラが特徴の、白い機体に黄色と緑と青のラインが入っているブラジルで働く小型航空機。トーマスの捜索に協力しながらトップハム・ハット卿をサンフランシスコまで送り届けたことがある。
アイラ (Isla)
英国・米国吹き替え - レイチェル・ミラー
日本吹き替え - 織江珠生
第22シーズンのみに登場。白い機体に赤と青のラインが入っているオーストラリアの小型航空機で、エマーソンと同型。病院から遠く離れた患者を移送する「フライングドクター」の一員として活躍している。

## 船舶
バルストロード (Bulstrode)
英国吹き替え - ウィル・ハリソン゠ウォーレス
米国吹き替え - ジェイミー・ワトソン
日本吹き替え - 田中亮一（第4シーズン）→内野孝聡（第25シーズン-）
港で働く自動艀船。荷物を船から港まで運ぶ。
不平ばかり言っており、いたずら貨車とも対立している。パーシーが止めにやってきたのだが、貨車を待避線に連れて行く際に貨車達がバルストロードに転落し、沈没。その後浜辺に連れて行かれ、子供達の遊び場にされてしまった。
原作では第32巻「Toby, Trucks and Trouble」に登場。
第5シーズン中漁村の古い機関庫の横で彼の一部が見つかった。第8シーズン「さかな」でトーマスが、第10シーズン「パーシーはせきにんしゃ」とジェームスが押していた無蓋貨車に、顔だけがその貨車の顔として使われた。第25シーズンで再登場する。

### TVシリーズのみ登場

#### ノース・ウェスタン鉄道
キャプテン (Captain)
英国・米国吹き替え - キース・ウィッカム
日本吹き替え - 速水けんたろう（長編第5作）→宇垣秀成（長編第5作-）
長編第5作「ミスティアイランドレスキュー大作戦!!」より登場するソドー・レスキューセンターの救命用モーターボート 。色は青と黄色。救助のためなら全力を尽くす。
スキフ (Skiff)
英国吹き替え - ジェイミー・キャンベル・バウアー（長編第11作-第24シーズン）→ジェイ・アームストロング（第25シーズン-）
米国吹き替え - ジェイミー・キャンベル・バウアー（長編第11作-第24シーズン）→ジェイミー・ワトソン（第25シーズン-）
日本吹き替え - 河杉貴志（長編第11作-第24シーズン）→宮田幸季（第25シーズン-）
長編第11作「探せ!!謎の海賊船と失われた宝物」から登場するイーストポート・プラム（シーカヤックの一種）。車体色は船体の外側が白で、船体の内側が茶色→青。
船乗りのジョンが所有する陽気でポジティブな小型のシーカヤックで、決してジョンを善くは思っていないにもかかわらず純粋に彼を友人と認識している。
ジョンが事件解決後に逮捕されてからは船体の内側を青く塗装され、レールボート・ツアーとしてアールズバーグ港で観光客を乗せて働いている。本体はボート部分で、普段はシャーシの上に取り付けられており線路の上も走行が可能。ただしエンジンを持たないため風がないと自走できない。
「skiff」とは英語で「小舟」という意味である。
軍用ボート (The Military Boats)

#### 他国
ステファノ (Stefano)
英国・米国吹き替え - アントニオ・マグロー
日本吹き替え - 祐仙勇
長編第15作『チャオ!とんでうたってディスカバリー!! 』から登場する、イタリアのシチリアで働く蒸気駆動の巨大な艀。車体色は赤。水陸両用車で船底に無限軌道とタイヤを持っている。また、船体にはクレーンやウィンチを装備している。
並外れた穏やかな話し上手で自惚れる事も無いが、少し目立ちたがり屋で自分が輸送する機関車や車をあっと驚かせることや、物語を話す事が好き。自分自身を「世界のボート」とみなすほどパフォーマーとして自信に満ち溢れている。

## クレーン

### ノース・ウェスタン鉄道
クランキー (Cranky)
英国吹き替え - マット・ウィルキンソン（第13-24シーズン）→ウィル・ハリソン゠ウォーレス（第25シーズン-）
米国吹き替え - グレン・ウレッジ（第13-24シーズン）→コーリー・ドラン（第25シーズン-）
日本吹き替え - 江川央生（第5-8シーズン）→黒田崇矢（第9-24シーズン）→堂坂晃三（第25シーズン-）
ブレンダム港にそびえ立つ、ソドー島一背の高い据え置きクレーン。車体色は薄灰緑。
気難しく偏屈な性格で、初めは機関車達をからかっていたが、嵐で倒れてしまったのを助けてもらってからは和解する。仕事熱心だが、誰かに命令されることが大嫌いでよくカリカリしている。ドジなところがあり、トーマスの運ぶジェットエンジンのスイッチを間違って入れてしまったことがある。また、港はとても忙しいらしく寝不足になりがちのようである。長編第1作ではナップフォード駅近くに立っていた。
「Cranky」は英語で「カリカリする・気難しい」という意味である。
コリン (Colin)
第12シーズンのみに登場する。波止場に立つ黄緑色の蒸気駆動のクレーン 。フレディーと仲が良い。
メリック (Merrick)
英国・米国吹き替え - マット・ウィルキンソン
日本吹き替え - 坪井智浩
長編第7作「ブルーマウンテンの謎」より登場。専用のレールを移動する濃い赤いガントリークレーン。普段は眠ってばかりいるが、起きているときは真面目に働く。
レッジ (Reg)
英国・米国吹き替え - ティム・ウィットノール
日本吹き替え - 三宅健太
長編第9作「勇者とソドー島の怪物」より登場。ウェルスワース近くのスクラップ置き場で働く大型の黄色いクレーン。生意気な性格で皮肉交じりの冗談を言うのが大好き。21シーズンでは、本体を伸び縮みさせる事が出来るようになった。専用のレールの上を移動する。原語版ではコックニー訛りで話す。
カーリー (Carly)
英国・米国吹き替え - ルーシー・モンゴメリー
日本吹き替え - 石井未紗
第21シーズンから登場。クランキー達と共にブレンダム港で働く新しい女の子の黄色いダブルリンク式引込みクレーン。専用のレールで移動して船から荷物を降ろしている、吊り荷を水平に動かすことが出来る。初仕事ではクランキーのフックと自分のフックが絡んでしまい縺れて動けなくなってしまった。長編第14作では、世界一周の旅に出る事を決意したトーマスと、彼の捜索に旅立とうとするトップハム・ハット卿を船に乗せた。仕事熱心で気が利くので誰とでも仲良くなれる。
ビッグ・ミッキー (Big Mickey)
英国・米国吹き替え - ロブ・ラックストロー
日本吹き替え - 田所陽向
かつて『きかんしゃトーマス』のスタッフが制作していた 別の番組『がんばれタッグス 』に登場した灰色の据え付けクレーン。『きかんしゃトーマス』では第3シーズンより『がんばれタッグス』のセットを流用する形で登場。ナップフォード港やアールズバーグ港と場所を転々としていたが、第5シーズンよりブレンダム港に定着した。第7シーズンではエドワードに、船のボイラーをぶつけた。 口数が少ないため話せないキャラクターに思われがちだが、実は話すことができる（喋っていない理由は「今まで話かけられたことがなかった」から）。
テス (Tess)
英国吹き替え - セレステ・ウォルドロン
米国吹き替え - カイア・オズデミール
日本吹き替え - 水野亜美
第26シーズンから登場。ケルスソープの運河で働く、青緑の厄介な水平引き込み式クレーン。カーリーが大型クレーン付きディーゼル機関車になった代わりにカッシアと同型のダブルリンク式引込みクレーン。従来のシリーズのカーリーやカッシアと同型機。

### ミスティアイランド
オールド・ウィージー (Ol' Wheezy)
日本吹き替え - 金光宣明
長編第5作より登場したミスティアイランドにある古ぼけた材木積み込みクレーン 。顔は無い。運転手はおらず、オイルを使い自分で動くがいつもゼェゼェ煙を吐き、材木を自分のフックにつるしたらいつも不確定でどこかへ投げ飛ばす癖がある。バッシュ達は面白がっていたが、トーマスだけは違った模様。
一度動かなくなったことがあるが、トーマスがディーゼル整備工場から連れてきたデンとダートによって整備され、再び動くようになった。
ヒーホー (Hee-Haw)
日本吹き替え - 金光宣明
長編第5作より登場したオールド・ウィージーの隣にある材木積み込みクレーン 。こちらも顔は無い。オイルをたくさん使うのでバッシュ達は使わずにいたが、オールド・ウィージーを使いたくないトーマスがバッシュ達のオイルを使って動かした。動いている間は「ホッホホホヒーホー!」と鳴くように動いている。

### メインランド
ベレスフォード (Beresford)
英国吹き替え - コリン・マクファーレン（長編第13作-第24シーズン）→マット・コールズ（第26シーズン-）
米国吹き替え - コリン・マクファーレン（長編第13作-第24シーズン）→ダン・シャメロイ（第26シーズン-）
日本吹き替え - 坂口候一（長編第13作-第24シーズン）→野沢聡（第26シーズン-）
長編第13作「とびだせ!友情の大冒険」から登場。本土の運河で働く青いガントリークレーン。自分を門番だと思い込んでおり、通り過ぎる機関車たちを止めては、通す前に質問をすることが好き。かなりの寂しがり屋で、世界を見て回りたいと思っているため、出来るだけ多くの情報を集めようとしている。威張っているように見えるが、本当は穏やかな一面もある。自分のフックを鼻に当てる事も。CGアニメの車体色は灰青。2Dアニメの車体色は濃青。第26シーズンで再登場する。

### 他国
コービー (Kobe)
英国・米国吹き替え - アブバカール・サリム
日本吹き替え - 三宅健太
長編第14作「Go!Go!地球まるごとアドベンチャー 」のみ登場したダルエスサラームの港で勤務する臙脂色のクレーンで、ビッグ・ミッキーと同型機。トーマスを捜索するトップハム・ハット卿を吊り上げて行先を伝えたことがある。
カッシア（Cassia）
英国・米国吹き替え - テレサ・ギャラガー（長編第14作）→ローラ・ククルリョ（第23シーズン-）
日本吹き替え - 根本圭子（長編第14作）→織江珠生（第23シーズン-）
長編第14作「Go!Go!地球まるごとアドベンチャー 」から登場したブラジルの港で勤務する、カーリーと同型のダブルリンク式引込みクレーン。車体色は朱色→オレンジ。鼻歌を歌いながらエースとトーマスとニアを貨物船から降ろしたように、ボサノバやバトゥカーダなどのリズムに乗りながら仕事をするのが好き。慎重で観察力が良く、トーマスとラウルの競争の審判を務めたことがある。しかし、少し不注意。
CGモデルがカーリーの流用である為、側面にうっすらと「CARLY」と文字がある。また、長編第14作では眉毛を除いてカーリーとほぼ同じ顔だったが、第23シーズンでは全く別の顔に修正が施された。
カーター (Carter)
英国・米国吹き替え - マット・ウィルキンソン
日本吹き替え - 河本邦弘
長編第14作「Go!Go!地球まるごとアドベンチャー 」のみ登場したサンフランシスコで働く黄緑のクレーンで、ベレスフォードと同型機。トーマスに中国行きの船に乗せるよう頼まれた事があるが、周りの事には基本無関心な様子で必死なトーマスに皮肉を言った。顔はメリックを正方形に修正した物である。

## 建物
オーエン (Owen)
英国・米国吹き替え - ベン・スモール（長編第7作-第18シーズン）→ロブ・ラックストロー（第23シーズン-）
日本吹き替え - 金丸淳一
長編第7作「ブルーマウンテンの謎」より登場する、狐色と灰色の巻き上げ機。とても威勢よく話し、トーマスやパクストンが受け取りに来た石材を頂上にいるラスティーに2台のトロッコをセットしてもらい、その貨車の載った線路部分をゆっくりと降ろしている。

## 自然物

### 岩
ボルダー (Boulder)
第5シーズン「いわのボルダー」にのみ登場。石切場の頂上にそびえる巨大な岩。顔はゴードンに似ている。石切場でサンパーが岩を砕いていたとき、「山を荒らすな」と怒るかのように転がり落ち、ラスティー、スカーロイ、レニアスを追い掛け回し、パーシーが働いていた機関庫を破壊してしまう。その後は他の丘に移された。この時ナレーションによると「ため息は昔居た丘に届く」とのことだが、真相は不明。なお、「ボルダー (Boulder)」とは英語で丸くて大きな岩を指す一般名詞。
台詞は無いが、人格はあることが仄めかされる謎めいた存在である。
モアイ (Moai)
英国・米国吹き替え - ティム・ウィットノール
日本吹き替え - 酒巻光宏
長編第14作「Go!Go!地球まるごとアドベンチャー」の空想のみに登場したモアイ像。

### 植物
転がり草 (The Tumbleweed)
英国・米国吹き替え - ニール・クローン
日本吹き替え - 中友子
長編第1作「魔法の線路」にのみ登場。人間や機関車でもない喋って転がる草。西部劇などで見られる。トーマスの横を通り過ぎた。